# 陳約臨
陳約臨 （英語：Kelly Chan Yeuk Lam，1995年10月14日—）是一名香港女藝人，生於上海市，早年在杭州生活，小學階段移民來到香港，分別定居將軍澳及西貢。她畢業於基督教宣道會宣基小學（2007年）、基督教宣道會宣基中學（2013年）及珠海學院新聞與傳播學系（2017年），2016年經澳門選美連盟選為2016年度國際小姐選美活動的香港代表，並贏得「亞洲皇后」獎項。2017為無綫電視基本藝人合約藝員，其第一個主持的節目為《丁酉年沙田龍舟競渡》。2017年9月起主持香港電台第二台《打開世界》。此前，她在2009年及2010年間亦曾參與香港青年協會的「小主持訓練計劃」，並成為電視節目《青年領袖教室》的主持，2022年5月離開無線及回復自由身。

## 演出作品

### 電視劇
| 首播   | 劇集              | 角色            | 備註     |
| 2018年 | 跳躍生命線        | 新聞報導員      | 無線電視 |
| 2018年 | 愛·回家之開心速遞 | 新娘（第402集） | 無線電視 |
| 2021年 | 我家無難事        | Apple（第18集） | 無線電視 |

### 參與節目
| 首播           | 節目名                                  | 性質                                             | 備註       |
| 2017年         | 丁酉年沙田龍舟競渡                      | 主持（與鍾志光、安德尊、李思雅及陳庭欣）         | 無線電視   |
| 2017－2018年   | 體育世界                                | 主持、2017年6月3日起                             | 無線電視   |
| 2017－2019年   | Y Angle                                 | 主持                                             | 無線電視   |
| 2017年         | 中國跳水隊仁濟慈善大匯演                | 外景主持                                         | 無線電視   |
| 2017年         | 國家體操匯香港                          | 外景主持                                         | 無線電視   |
| 2018年－2022年 | 娛樂新聞台                              | 粵語主播                                         | 無線電視   |
| 2018年         | 戊戌年沙田龍舟競渡                      | 主持（與宋熙年、鄺潔楹、張秀文、安德尊及鍾志光） | 無線電視   |
| 2018年         | 2018平昌冬季奧運會 - 精彩全接觸         | 外景主持                                         | 無線電視   |
| 2018年         | 3日2夜                                  | 主持（與潘梓鋒）                                 | 無線電視   |
| 2018年         | 時尚生活：巴黎時裝周2018                | 主持                                             | 無線電視   |
| 2018年－2021年 | 體育新世界                              | 主持（與陳焜傑（前任）、文宇軒（現任））         | 無線電視   |
| 2018年         | 東張西望                                | 外景主持                                         | 無線電視   |
| 2018年         | 2018娛樂繽Fun大派對                     | 主持（與區永權、許文軒、陳貝兒、鄺潔楹及蘇可欣） | 無線電視   |
| 2019年         | 時尚生活：米蘭巴黎時裝周2019（第一輯）  | 主持                                             | 無線電視   |
| 2019年         | 3日2夜                                  | 主持                                             | 無線電視   |
| 2019年         | 8個香港                                 | 主持                                             | 無線電視   |
| 2019年         | 時尚生活：巴黎高訂展2019                | 主持                                             | 無線電視   |
| 2019年         | 眼睛去旅行                              | 主持                                             | 無線電視   |
| 2019年         | 時尚生活：米蘭巴黎時裝周2019 （第二輯） | 主持（與伍樂怡）                                 | 無線電視   |
| 2020年－2022年 | 港生活·港享受                           | 主持                                             | 無線電視   |
| 2020年         | 我要做業主                              | 嘉賓                                             | 無線電視   |
| 2020年         | 蒲·世界                                 | 主持                                             | 無線電視   |
| 2020年         | 到此一遊                                | 主持                                             | 無線電視   |
| 2021年         | 2020東京奧運                            | 主持                                             | 無線電視   |
| 2021年         | 野外步出                                | 嘉賓                                             | 無線電視   |
| 2022年         | 重新出發                                | 主持（與張沛樂、劉芷希及陳芷尤 等）              | 香港開電視 |
| 2022年         | 日圓5算攻略（東京篇）                   | 主持                                             | 香港開電視 |

### 電台節目
| 首播   | 節目     | 性質 |
| 2017年 | 打開世界 | 主持 |
| 2020年 | 認真香港 | 主持 |
| 2021年 | 學界創造 | 主持 |

### 廣告
- 2015年：KFC
- 2017年：大班冰皮月餅
- 2017年：白蘭氏冰糖燕窩

## 爭議

### 採訪期間之失態行為
2021年7月，陳約臨代表無綫電視前往採訪2020年東京奧運。7月26日，在圍訪獲得奧運男子花劍個人賽金牌的香港劍擊運動員張家朗時，陳約臨因多次打斷張家朗分享得獎心情，自顧自表達「我真是好喜歡你，怎麼辦？」和「我送飛吻給你，但現在有社交距離」等，被網民斥責「迷妹」上身、不尊重場合及張家朗，有欠記者專業。翌日，陳約臨於其個人Instagram及Facebook帳戶上載親筆聲明，就採訪時失儀事件向所有涉事人士及單位，包括張家朗、觀眾、朋友及其公司無綫電視致歉。

## 外部連結
- 陳約臨的Facebook專頁
- 陳約臨的Instagram帳戶